# Bonus Baby
Bonus Baby (em coreano: 보너스베이비; estilizado como BONUSbaby) é um girl group sul-coreano, formado pela Maroo Entertainment em dezembro de 2016.  O grupo é formado por pelos membros: Moonhee, Hayoon, Chaehyun, Dayun, Gaon e Kongyoo. Elas fizeram seu debut em 1º de janeiro de 2017, com o single "We".  No momento da estreia, elas são o grupo de meninas mais jovens da Coréia por idade média.  Os dois membros mais velhos do grupo são originários de um grupo ídolo da mesma empresa, o MyB, que teve disband no final de 2016.

## História

### 2016
Maroo Entertainment anunciou o lançamento de um novo girl group composto por 6 integrantes. As integrantes Moonhee e Hayoon anteriomente haviam sido membros do grupo MyB.

### 2017: Debut com seu primeiro singleUrikkiri
Em 27 de dezembro Maroo Entertainment revelou oficialmente o seu grupo feminino completo, juntamente com o título de seu primeiro single, Urikkiri. Maroo Entertainment também declarou: "Bonusbaby é composto por seis membros que já passaram de sua adolescência média, esperamos ter uma energia pura e brilhante com essas meninas."
Elas debutaram em 1 de Janeiro de 2017 com seu single Urikkiri e um clipe de mesmo nome, o vídeo é simples, mas enérgico, com as integrantes dançando em várias cenas e jogando entre si. Sobre o mesmo dia elas fizeram a sua apresentação de estréia do programa de música Inkigayo.

### 2017: Comeback com seu segundo singleIf I Become an Adult
Em 3 de abril, Maroo Entertainment revelou que o grupo teria sua volta para meados de Abril.
De 8 á 13 de Abril, foram revelando imagens teasers junto com a palavra "baby", as fotos mostram um conceito fofo e bonito, com todas as integrantes vestidas de branco e olhares suaves.
Em 14 de Abril à meia-noite, BONUSBaby divulgou um vídeo teaser de seu segundo single intitulado If I Become An Adult, o breve vídeo é um conjunto de imagens já reveladas e cenas do clipe que mostram as integrantes se divertindo em uma casa, onde comem muitos doces.
Em 20 de Abril, BONUSbaby fez seu comeback lançando assim o clipe de seu segundo single "If I Become An Adult", o grupo mostra maturidade sem sair de sua inocência, vestidas com uniforme escolar. No mesmo dia, o grupo teve sua primeira performance através do programa musical M! Countdown.

## Membros
- Moonhee (em coreano: 문희), nascida Choi Moon-hee (최문희) em 25 de abril de 1997 (20 anos).
- Hayoon (em coreano: 하윤), nascida Jung Ha-yoon (정하윤) em 21 de novembro de 1998 (26 anos).
- Chaehyun (em coreano: 채현), nascida Kim Chae-hyun (김채현) em 29 de setembro de 1999 (25 anos).
- Dayun (em coreano: 다윤), nascido Kim Da-yun (김다윤) em 20 de novembro de 2000 (24 anos).
- Gaon (em coreano: 가온), nascida Baem Ga-on (범가온) em 9 de março de 2001 (24 anos).
- Kongyoo (em coreano: 공유), nascida Kong Yoo-jin (공유진) em 11 de maio de 2001 (23 anos).

## Discografia

### Singles
| Título                                                    | Ano  | Melhores posições nas paradas | Álbum            |
| Título                                                    | Ano  | KOR                           | Álbum            |
| --------------------------------------------------------- | ---- | ----------------------------- | ---------------- |
| "We" (우리끼리)                                           | 2017 | —                             | non-album single |
| "If I Become An Adult" (어른이된다면)                     | 2017 | —                             | non-album single |
| "—" Denota lançamentos que não apresentaram nos gráficos. |      |                               |                  |